# Alan Arkin
Alan Wolf Arkin (26 tháng 3 năm 1934 – 29 tháng 6 năm 2023) là một diễn viên, đạo diễn và nhà biên kịch người Mỹ. Với sự nghiệp điện ảnh kéo dài sáu thập kỷ, Arkin được biết đến với những vai diễn trong Popi, Wait Until Dark, The Russians Are Coming, the Russians Are Coming, The Heart Is a Lonely Hunter, Catch-22, The In-Laws, Edward Scissorhands, Get Smart, Glengarry Glen Ross, Thirteen Conversations About One Thing, Little Miss Sunshine, Sunshine Cleaning, Argo.
Ông đã hai lần được đề cử giải Oscar cho Nam diễn viên xuất sắc nhất, cho các vai diễn trong The Russians Are Come, the Russian Are Come và The Heart Is a Lonely Hunter. Ông đã giành được một giải thưởng Hàn lâm cho Nam diễn viên phụ xuất sắc nhất cho vai diễn trong Little Miss Sunshine và nhận được đề cử Nam diễn viên phụ xuất sắc nhất cho vai diễn trong Argo.

## Thời trẻ
Arkin sinh ra ở Brooklyn, Thành phố New York vào ngày 26 tháng 3 năm 1934, con trai của David I. Arkin, một họa sĩ và nhà văn, và vợ ông, Beatrice (nhũ danh Wortis), một giáo viên. Ông được nuôi dưỡng trong một gia đình Do Thái với "không chú trọng đến tôn giáo". Ông bà của ông là những người nhập cư Do Thái từ Ukraina, Nga và Đức. Cha mẹ Alan chuyển đến Los Angeles khi ông 11 tuổi, nhưng một cuộc đình công ở Hollywood kéo dài 8 tháng đã khiến cha ông phải làm công việc thiết kế. Trong Red Scare những năm 1950, cha mẹ của Arkin bị buộc tội là Cộng sản, và cha ông đã bị sa thải khi ông từ chối trả lời các câu hỏi về hệ tư tưởng chính trị của ông. David Arkin đã thách thức việc sa thải, nhưng ông chỉ được minh oan sau khi chết.